# Stanisław Dygat

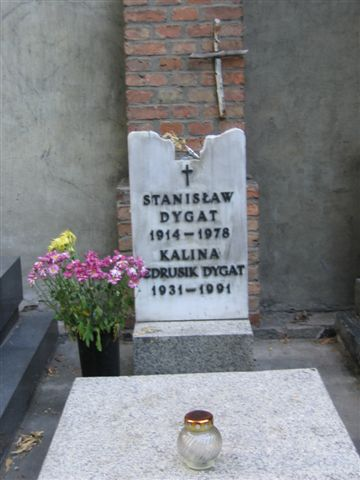
Tomba d'Stanislaw Dygat al cementiri de Powązki.

Stanisław Dygat (Varsòvia, 5 de desembre de 1914- 29 de gener de 1978) fou un escriptor polonès, d'origen francès. Va estar casat amb les actrius Władysława Nawrocka i Kalina Jędrusik, i va escriure sis novel·les i nombrosos contes i columnes periodístiques. Escrivia narracions surrealistes, influïdes per W. Gombrowicz. La seva prosa registra amb intel·ligència i humor diversos aspectes de la societat polonesa contemporània.

## Biografia
Dygat va estudiar arquitectura a la Universitat Politècnica de Varsòvia i filosofia a la Universitat de Varsòvia. El 1939, va treballar estar pres al camp de concentració del Llac de Constança. Aquesta experiència li va servir per escriure la seva obra més famosa, "Jezioro Bodeńskie" ("El llac de Constança"), el 1946, on hi exposa la seva estada al camp de concentració de forma deliberadament neutra.

## Obres
Totes les seves obres són parcialment autobiogràfiques. Va publicar, entre d'altres:
- 1946 – Jezioro Bodeńskie  (El llac de Constança)
- 1948 – Pożegnania (El comiat)
- 1958 – Podróż ("El viatge"),
- 1965 – Disneyland,
- 1973 – Dworzec w Monachium ("L'estació de ferrocarril de Múnic").